# Rythme non rétrogradable
En musique contemporaine, un rythme non rétrogradable est une phrase rythmique qui est identique à sa rétrogradation (qui consiste à reprendre une phrase rythmique en commençant par la fin et en la lisant à l'envers). C'est, en matière de rythme, l'équivalent d'un palindrome. 
Les rythmes non rétrogradables, ainsi que les modes à transposition limitée, sont une des caractéristiques de la musique d'Olivier Messiaen.